# The Legend of Heroes: Sen no Kiseki Northern War
The Legend of Heroes: Sen no Kiseki Northern War es una serie de televisión de anime japonesa basada en Trails, una franquicia de videojuegos de Nihon Falcom. Es producido por Tatsunoko Production y se estrenará el 6 de enero de 2023 en DMM TV y otras redes. Crunchyroll obtuvo la licencia de la serie fuera de Asia.

## Premisa
The Legend of Heroes: Trails of Cold Steel - Northern War cubre la Guerra del Norte, una guerra entre Erebonia y North Ambria, que tuvo lugar durante el salto de tiempo entre los videojuegos Trails of Cold Steel II y III y, como tal, es una intercuela.
Sigue a Lavian Winslet, una niña nacida en el norte de Ambria, un país pobre en el noroeste del continente de Zemurian. Se alista en los Jaegers del Norte, el cuerpo de mercenarios más grande de Zemuria para proteger su ciudad natal, mientras se distingue de su abuelo, Vlad, el héroe renunciado que traicionó a su país. Antes del comienzo del anime, Lavian reúne un pelotón con Martin S. Robinson, Iseria Frost y Talion Drake para una misión secreta a Erebonia, un país imperialista del sur, para recopilar información sobre el "Héroe imperial" cuya existencia significa un amenaza nacional para su país.

## Personajes
Lavian Winslet (ラヴィアン・ウィンスレット Ravian Winsuretto?)
 Seiyū: Makoto Koichi
Martin S. Robinson (マーティン・S・ロビンソン Mātin S. Robinson?)
 Seiyū: Yuichi Nakamura
Iseria Frost (イセリア・フロスト Iseria Furosuto?)
 Seiyū: Sarah Emi Bridcutt
Talion Drake (タリオン・ドレイク Tarion Doreiku?)
 Seiyū: Yūki Ono
Grak Gromash (グラーク・グロマッシュ Gurāku Guromasshu?)
 Seiyū: Haruhiko Jō
Jeina Storm (ジェイナ・ストーム Jeina Sutōmu?)
 Seiyū: Mie Sonozaki
Logan Mugart (ローガン・ムガート Rōgan Mugāto?)
 Seiyū: Takayuki Kondo
Rean Schwarzer (リィン・シュバルツァー Rin Shubarutsā?)
 Seiyū: Koki Uchiyama
Valimar (ヴァリマール Varimāru?)
Altina Orion (アルティナ・オライオン Arutina Oraion?)
 Seiyū: Inori Minase
Ivano (イバーノ Ibāno?)
 Seiyū: Jun Fukushima
Tack (タック Takku?)
 Seiyū: Ryuichi Kijima